# طواف إسبانيا 1950
طواف إسبانيا 1950 هو سباق دراجات هوائية أقيم بتاريخ 17 أغسطس – 10 سبتمبر، تكون السباق من 22 مرحلة وامتدّ لمسافة 3984 كم بسرعة 29.55 كم/س، استغرق السباق 134 ساعة 49 دقيقة 19 ثانية. فاز به الإسباني إيميليو رودريغيث.

## الترتيب
| م                     | الدرّاج           | البلد   | الزمن                      |
| --------------------- | ---------------- | ------- | -------------------------- |
| الفائز بالترتيب العام | إيميليو رودريغيث | إسبانيا | 134 ساعة 49 دقيقة 19 ثانية |
| التسلق                | إيميليو رودريغيث | إسبانيا | -                          |